# Championnats du monde de course en ligne de canoë-kayak de 1985
Navigation
Édition précédente Édition suivante
Les dix-neuvièmes championnats du monde de course en ligne de canoë-kayak se sont déroulés à Malines (Belgique) en 1985.

## Podiums

### Hommes

#### Canoë
| Epreuve     | Or                                                | Temps | Argent                                  | Temps | Bronze                                     | Temps |
| C-1 500 m   | Olaf Heukrodt (GDR)                               |       | Anatoliy Volkov (URS)                   |       | Aurel Macarencu (ROU)                      |       |
| C-1 1000 m  | Ivan Klementiev (URS)                             |       | Ulrich Eicke (FRG)                      |       | Aurel Macarencu (ROU)                      |       |
| C-1 10000 m | Jirí Vrdlovec (TCH)                               |       | Takhir Kamaletdinov (URS)               |       | Attila Lipták (HUN)                        |       |
| C-2 500 m   | HUN János Sarsui Kis István Vaskúti               |       | Pologne Marek Lbik Marek Dopierala      |       | Allemagne de l'Est Ulrich Papke Uwe Madeja |       |
| C-2 1000 m  | Allemagne de l'Est Olaf Heukrodt Alexander Schuck |       | Yougoslavie Matija Ljubek Mirko Nisovic |       | Pologne Marek Lbik Marek Dopierala         |       |
| C-2 10000 m | Yougoslavie Matija Ljubek Mirko Nisovic           |       | Royaume-Uni Andrew Train Stephen Train  |       | BUL Matei Kapalkov Tosho Kapalkov          |       |

#### Kayak
| Epreuve     | Or                                                                            | Temps | Argent                                                                             | Temps | Bronze                                                                   | Temps |
| K-1 500 m   | Andreas Stähle (GDR)                                                          |       | Oliver Seack (FRG)                                                                 |       | Bernard Brégeon (FRA)                                                    |       |
| K-1 1000 m  | Ferenc Csipes (HUN)                                                           |       | Heiko Zeinke (GDR)                                                                 |       | Kalle Sundquist (SWE)                                                    |       |
| K-1 10000 m | Greg Barton (USA)                                                             |       | László Nieberl (HUN)                                                               |       | Grant Bramwell (NZL)                                                     |       |
| K-2 500 m   | Nouvelle-Zélande Ian Ferguson Paul MacDonald                                  |       | Allemagne de l'Est Guido Behlin Hans-Jörg Bliesener                                |       | Union soviétique Viktor Pusev Sergey Superata                            |       |
| K-2 1000 m  | France Pascal Boucherit Philippe Boccara                                      |       | Union soviétique Viktor Pusev Sergey Superata                                      |       | Canada Don Brien Colin Shaw                                              |       |
| K-2 10000 m | Suède Mikael Berger Conny Edholm                                              |       | HUN István Szabó István Tóth                                                       |       | Italie Francesco Uberti Daniele Scarpa                                   |       |
| K-4 500 m   | Allemagne de l'Est André Wohllebe Frank Fischer Peter Hempel Heiko Zinke      |       | Union soviétique Aleksandr Belov Igor Gaidamaka Viktor Denisov Aleksandr Vodovatov |       | Suède Karl-Axel Sundqvist Per-Inge Bengtsson Lars-Erik Moberg Per Lundh  |       |
| K-4 1000 m  | Suède Per-Inge Bengtsson Lars-Erik Moberg Karl-Axel Sundqvist Bengt Andersson |       | Union soviétique Aleksandr Myzgin Igor Gaidamaka Arturas Veta Aleksandr Vodovatov  |       | Allemagne de l'Est André Wohllebe Frank Fischer Peter Hempel Heiko Zinke |       |
| K-4 10000 m | HUN Zoltán Böjti Tibor Helyi Zoltán Kovács Kálmán Petrovics                   |       | Suède Tommy Karls Bengt Andersson Peter Ekström Torbjörn Thoresson                 |       | Danemark Brian Kragh Thor Nielsen Lars Koch Henrik Christiansen          |       |

### Femmes

#### Kayak
| Epreuve   | Or                                                                       | Temps | Argent                                                                                 | Temps | Bronze                                               | Temps |
| K-1 500 m | Birgit Schmidt-Fischer (GDR)                                             |       | Nelli Yefremova (URS)                                                                  |       | Agneta Andersson (SWE)                               |       |
| K-2 500 m | Allemagne de l'Est Birgit Fischer Carsta Kühn                            |       | HUN Éva Rakusz Rita Köbán                                                              |       | Pays-Bas Annemiek Derckx Anna Wood                   |       |
| K-4 500 m | Allemagne de l'Est Birgit Fischer Carsta Kühn Heike Singer Kathrin Giese |       | Union soviétique Yelena Dudina Nelli Yefremova Irina Salomykova Guinara Zharafutdinova |       | HUN Katalin Gyulai Erika Géczi Éva Rakusz Rita Köbán |       |

## Tableau des médailles
| Rang  | Nation               | Or | Argent | Bronze | Total |
| ----- | -------------------- | -- | ------ | ------ | ----- |
| 1     | Allemagne de l'Est   | 7  | 2      | 2      | 11    |
| 2     | HUN                  | 3  | 3      | 2      | 8     |
| 3     | Suède                | 2  | 1      | 3      | 6     |
| 4     | Union soviétique     | 1  | 7      | 1      | 9     |
| 5     | Yougoslavie          | 1  | 1      | 0      | 2     |
| 6     | France               | 1  | 0      | 1      | 2     |
| 7     | Nouvelle-Zélande     | 1  | 0      | 1      | 2     |
| 8     | Tchécoslovaquie      | 1  | 0      | 0      | 1     |
| 9     | États-Unis           | 1  | 0      | 0      | 1     |
| 10    | Allemagne de l'Ouest | 0  | 2      | 0      | 2     |
| 11    | Pologne              | 0  | 1      | 1      | 2     |
| 12    | Royaume-Uni          | 0  | 1      | 0      | 1     |
| 13    | ROU                  | 0  | 0      | 2      | 2     |
| 14    | BUL                  | 0  | 0      | 1      | 1     |
| 15    | Canada               | 0  | 0      | 1      | 1     |
| 16    | Danemark             | 0  | 0      | 1      | 1     |
| 17    | Italie               | 0  | 0      | 1      | 1     |
| 18    | Pays-Bas             | 0  | 0      | 1      | 1     |
| Total | Total                | 18 | 18     | 18     | 54    |